# 杰斯
肖恩·科里·卡特（英語：Shawn Corey Carter，1969年12月4日—），艺名杰斯（Jay-Z，形象化为），是一名美国饒舌歌手、企业家、词曲作家和音樂制作人，他是世界上最畅销的音乐艺人之一，也是有史以来最受好评的饶舌歌手之一。
他曾經是Def Jam與Roc-a-Fella兩間音樂製作公司的執行長並持有40/40俱樂部酒吧與布魯克林籃網的股份。在美國，他是獲得最大經濟上成功的嘻哈音樂藝人和企業家之一，在美國本土售出了超過2600万張唱片。他受到高度而有鑽研性的讚揚的專輯《藍圖》只用了兩天時間來創作。他在2003年宣佈從音樂製作工作中隱退后，他在2006年晚期回到了專輯《王者歸來》的製作中，這張專輯在第一周就交出了68万張的銷售業績，這是JAY Z在發售第一周銷量最高的專輯。MTV在其“有史以來最佳MC”名錄中以“一號”為他命名。《紐約時報》在2008年4月宣佈JAY Z將要與ROC Nation開始一個價值1.5億美元的合作計劃——這是頒發給音樂人的最昂貴的合約之一。JAY Z在2008年4月4日與碧昂丝結婚。

## 早年
JAY Z生於紐約布魯克林的坎貝蘭醫院，他的童年是在纽约布鲁克林贝德斯蒂区的玛西公共住房建造计划的危险环境中度过的，他曾经为了抢夺哥哥的珠宝而用枪击中了他的肩膀，后来被父亲阿德内斯·里弗斯抛弃，当时他只有12岁。在艾里·惠特尼高中关闭之前，JAY Z和同为饶舌艺人的AZ一直在那里读书。后来他先后就读于布鲁克林闹市区的乔治·威斯丁豪斯信息技术高中（和饶舌歌手The Notorious B.I.G.和巴斯达韵一起）和新泽西州特伦顿市的特伦顿中央高中，但并没有毕业。他声称他曾经沉湎于毒品交易，并把他归咎于自己的音乐。
在他的居住地，卡特被叫做“Jaazy”这个昵称，最后演化成了——“Jay-Z”，但2013年改成“JAY Z”。这个昵称也常常被大家用来向他致敬，例如“Jaz-O”(a.k.a. Jaz, Big Jaz)，以及在布鲁克林区的玛西大道车站停靠的“J/Z地铁线”。
JAY Z的声音经常会在Jaz-O早期的，即20世纪80年代末到90年代初的作品中出现，包括《发明人》（The Originators）和《夏威夷的索菲》（Hawaiian Sophie）。他也曾经和加州英格尔伍德市的制作人“310”（Three-1-Zero）合作。JAY Z的生涯在他与一个叫“扎伊”（Zai）的饶舌艺人比赛时有了一个飞跃。这个比赛吸引了很多唱片公司的目光，因为JAY Z可以在与扎伊对抗时毫无失误。他第一次被广大听众们熟知是在大老爹凯恩（Big Daddy Kane）的专辑《老爹之家》Daddy's Home中的歌曲《Show and Prove》中做了一次特别协作。而在1995年，他在Big L的知名歌曲《坟场》（Da Graveyard）和米克·吉罗尼莫（Mic Geronimo）的歌曲《建造时间》（Time to Build）中露过面，也为DMX、Q-Man、Ja Rule和沙兹姆·哈三特别协作过。他的第一个正式的饶舌独唱单曲叫《无法得到》（I Can't Get With That），并为此录制了一部MV。

## 音乐生涯

### 合理质疑（Reasonable Doubt）（1996）
在他的专业生涯刚开始，得不到任何大合同的时候，Dame Dash、JAY Z和Kareem Biggs以他们自己的獨立名義建立了Roc-A-Fella唱片。1996年，当他与优先唱片拿下他们的第一份分销协议之后，他也推出了他的处女专辑《合理质疑》，并且得到了DJ Premier和克拉克·肯特等制作人还有当时的著名歌手The Notorious B.I.G.的祝贺。尽管这张专辑只在Billboard排行榜上取得了第23名的成绩，但这仍然是一个决定性的胜利。

### 一生之中，Vol.1（专辑）（In My Lifetime, Vol. 1）（1997）
在1997年与Def Jam签订了一份新的分销协议之后，JAY Z发布了他的第二张专辑《一生之中，Vol.1》。这张专辑的主要制作人是吹牛老爹——沙恩·库伯斯，他使这张专辑的销量比前一张专辑有所提高。JAY Z后来提到这张专辑的制作是在他一生中状态最差的周期期间完成的。他正在从他好友The Notorious B.I.G.逝世的悲痛中脱离出来，这张专辑是他对他所受到好友悉心指导的往事的自我披露。这张专辑浮华的制作与他的第一张专辑形成了鲜明的对比，甚至有一部分忠实歌迷认为他已经江郎才尽。无论如何，这张专辑的伴奏也是由他的上张专辑的制作人协作完成的，例如DJ Premier和Ski。JAY Z在Yes网（Yes Network）的“中心舞台”节目中说道，如果他在他的音乐生涯中只能做一件事，那就是“Vol.1”，声称“它（这张CD）”如此接近经典的程度，但我想提出，其中个别几首歌毁了这一切。”他暗指的两个例子就是《我知道女孩子们像什么》（I Know What Girls Like）和《（永远做我的阳光》（(Always Be My) Sunshine）。这两首歌都由坏男孩（Bad Boy Records）的制作人制作而且都以商品化的论调来评论它们。《一生之中，Vol.1》获得了美国的白金唱片奖。

## 作品列表

### 錄音室專輯
- 1996 - Reasonable Doubt
- 1997 - In My Lifetime, Vol. 1
- 1998 - Vol. 2... Hard Knock Life
- 1999 - Vol. 3... Life and Times of S. Carter
- 2000 - The Dynasty: Roc La Familia
- 2001 - The Blueprint
- 2002 - The Blueprint²: The Gift & the Curse
- 2003 - The Black Album
- 2006 - Kingdom Come
- 2007 - American Gangster
- 2009 - The Blueprint 3
- 2013 - Magna Carta... Holy Grail
- 2017 - 4:44

### 現場專輯
- 2001 - Jay-Z: Unplugged

### 精選集
- 2002 - Chapter One: Greatest Hits
- 2003 - The Blueprint 2.1
- 2003 - Bring It On: The Best of Jay-Z
- 2006 - Greatest Hits
- 2009 - The Blueprint Collectors Edition
- 2010 - The Hits Collection, Vol. 1

### 合作專輯
- 2002 - The Best of Both Worlds (和R. Kelly)
- 2004 - Unfinished Business (和R. Kelly)
- 2004 - Collision Course (和聯合公園)
- 2011 - Watch the Throne (和Kanye West)
- 2018 - Everything Is Love (和Beyonce)

### 原聲帶
- 1998 - Streets Is Watching

## 葛來美獲獎紀錄
| 年度 | 獎項               |                                         | 結果   |
| ---- | ------------------ | --------------------------------------- | ------ |
| 1999 | 最佳饒舌獨唱       | "Hard Knock Life"                       | 獲提名 |
| 1999 | 最佳饒舌／演唱对唱 | "Money Ain't a Thang"                   | 獲提名 |
| 1999 | 最佳饒舌專輯       | Vol. 2... Hard Knock Life               | 獲獎   |
| 2001 | 最佳饒舌／演唱对唱 | "Big Pimpin"                            | 獲獎   |
| 2001 | 最佳饒舌專輯       | Vol. 3: The Life and Times of S. Carter | 獲提名 |
| 2002 | 最佳饒舌／演唱对唱 | "Change the Game"                       | 獲提名 |
| 2002 | 最佳饒舌獨唱       | "Izzo (H.O.V.A.)"                       | 獲提名 |
| 2003 | 最佳饒舌男歌手     | "Song Cry"                              | 獲提名 |
| 2004 | 最佳饒舌專輯       | The Blueprint 2: The Gift & Curse       | 獲提名 |
| 2004 | 最佳饶舌歌曲       | "Excuse Me Miss"                        | 獲提名 |
| 2004 | 最佳饒舌演唱       | "Frontin"                               | 獲提名 |
| 2004 | 最佳节奏蓝调歌曲   | "Crazy In Love"                         | 獲獎   |
| 2004 | 最佳饒舌演唱       | "Crazy In Love"                         | 獲獎   |
| 2004 | 年度唱片           | "Crazy In Love"                         | 獲提名 |
| 2005 | 最佳饒舌獨唱       | "99 Problems"                           | 獲獎   |
| 2005 | 最佳饒舌專輯       | The Black 專輯                          | 獲提名 |
| 2005 | 最佳饒舌歌曲       | "99 Problems"                           | 獲提名 |
| 2006 | 最佳饒舌演唱       | "Numb/Encore"                           | 獲獎   |
| 2007 | 最佳節奏藍調歌曲   | "Deja Vu"                               | 獲提名 |
| 2007 | 最佳饒舌演唱       | "Deja Vu"                               | 獲提名 |
| 2008 | 年度唱片           | "Umbrella"                              | 獲提名 |
| 2008 | 年度歌曲           | "Umbrella"                              | 獲提名 |
| 2008 | 最佳饒舌演唱       | "Umbrella"                              | 獲獎   |
| 2008 | 最佳饒舌獨唱       | "Show Me What You Got"                  | 獲提名 |
| 2008 | 最佳饒舌專輯       | "Kingdom Come"                          | 獲提名 |

## 全部影片紀錄
| 拍攝年份 | 電影標題                                                    |
| -------- | ----------------------------------------------------------- |
| 1998     | 《街道在注視》（Streets Is Watching）                       |
| 2000     | 《艱苦人生》（Hard Knock Life）                             |
| 2002     | 《國家財產》（State Property）                              |
| 2002     | 《紙兵》（Paper Soldiers）                                  |
| 2004     | 《淡出》（Fade to Black）                                   |
| 2006     | 《Jay-Z的日記：生命之水》（Diary of Jay-Z: Water for Life） |

## 外部連結
- JAY Z官方網站 （页面存档备份，存于）
- 杰斯的MySpace主頁
- LyricWiki網站收錄的JAY Z的歌詞
- Roc-a-Fella唱片公司的資料 （页面存档备份，存于）
- Def Jam唱片公司 （页面存档备份，存于）
- The 40/40 Club （页面存档备份，存于）
- Rocawear時裝公司 （页面存档备份，存于）
- Jay-Z在互联网电影资料库（IMDb）上的資料（英文）